# Neoporus floridanus
Neoporus floridanus är en skalbaggsart som först beskrevs av Young 1940.  Neoporus floridanus ingår i släktet Neoporus och familjen dykare. Inga underarter finns listade i Catalogue of Life.